# NGC 4828
NGC 4828 is een lensvormig sterrenstelsel in het sterrenbeeld Hoofdhaar. Het hemelobject werd op 22 april 1865 ontdekt door de Duits-Deense astronoom Heinrich Louis d'Arrest.

## Synoniemen
- MCG 5-31-17
- ZWG 160.29
- NPM1G +28.0249
- DRCG 27-163
- PGC 44176